# Wiesental (Bad Oeynhausen)

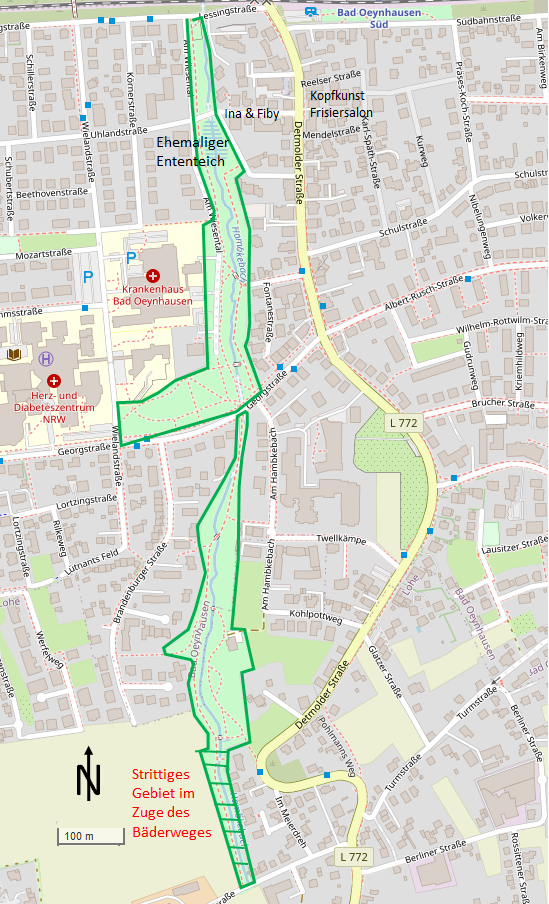
Der Hambke-Bach-Park innerhalb der Bebauung Bad Oeynhausens. Der Park ist durch die grüne Linie markiert (und umschließt, formal nicht ganz korrekt, auch die südliche, rund 220 Meter lange Waldzunge im Zuge des Bäderweges).

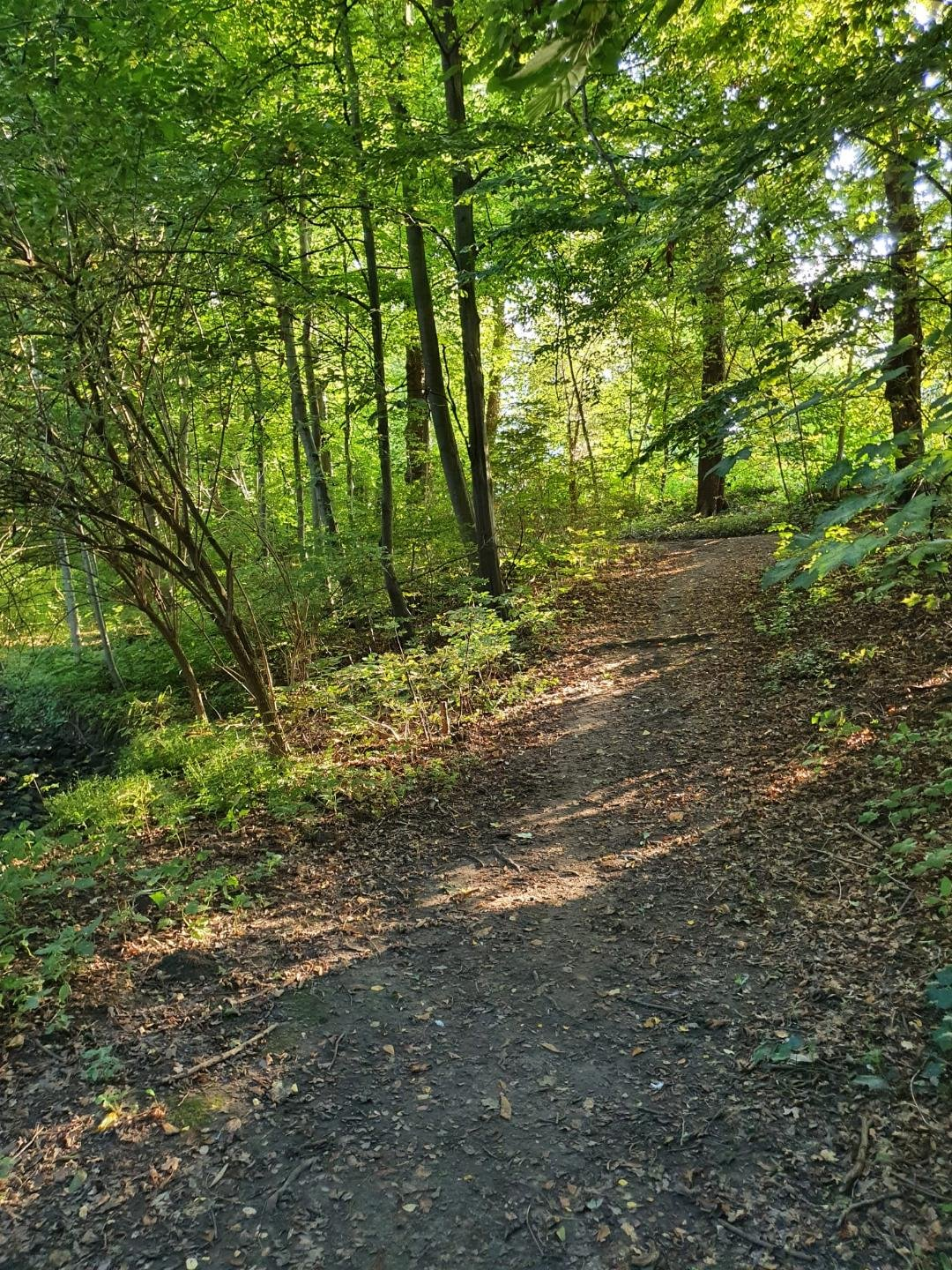
Schattiger Weg im nördlichen Bereich des Wiesentals an einem sonnigen Tag im Spätsommer

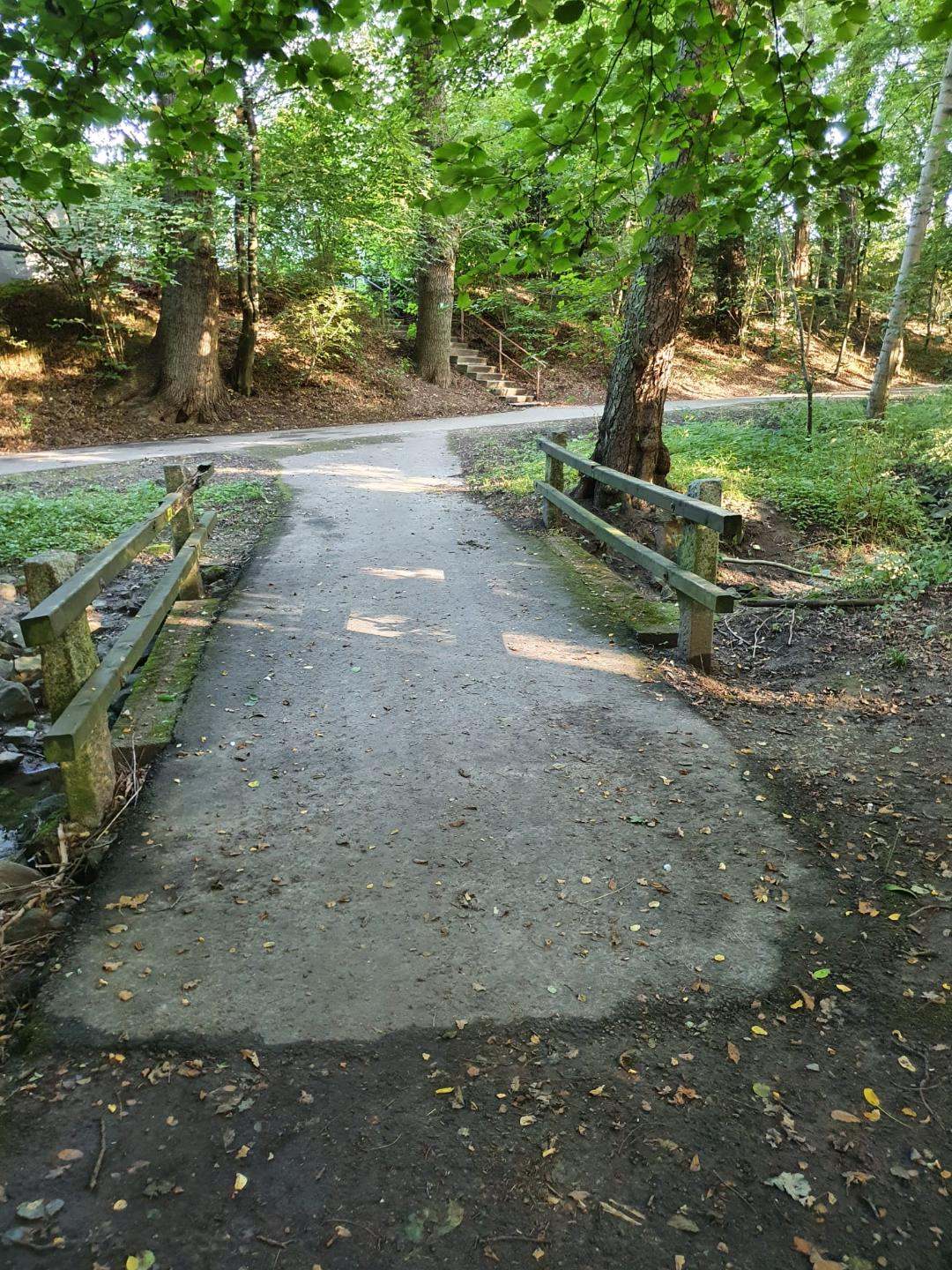
Brücke über den Hambkebach innerhalb des Waldes Wiesental

Das Wiesental, auch der Hambkebach-Park, gelegentlich auch Hambkebach-Tal bzw. Hambkebachtal, ist eine südstädtische, rein flächenmäßig kleine, jedoch aufgrund der langen Ausdehnung landschaftsprägende Bewaldung beiderseits des Hambkebaches in Bad Oeynhausen.
Das Tal beiderseits des Baches wird quasi durch einen Galeriewald begleitet und bildet innerhalb der städtischen Bebauung eine Grüne Lunge von rund 1200 Metern Länge. Der Waldstreifen ist zwischen 40  Metern und maximal 200 Metern (im Bereich der Georgstraße) breit; nur der äußerst südliche Bereich im Zuge des Bäderweges misst kaum 20 Meter in der Breite. Die Waldfläche beträgt trotz der „gefühlten“ Weitläufigkeit nur rund fünf Hektar. Die Zertalung, sprich der Geländeeinschnitt, ist nur gering ausgeprägt; weniger das Relief, sondern die Bodenbedeckung und der Bachlauf selbst charakterisieren das Tal als solches.
Das Wiesental verläuft vom hoch gelegenen Stadtteil Lohe nordwärts und geht dann in den großflächigen Kurpark über.
Mehrere Straßen queren den Wald.
Das Südende des Waldes liegt auf rund 130 Metern über NN an der Theodor-Heuss-Straße in Lohe, das Nordende auf rund 70 Meter ü. NN an der Lessingstraße im Dichterviertel.
Naturräumlich gehört das Wiesental zum Ravensberger Hügelland, der Oberlauf des Baches kann, je nach Auslegung, schon zu Ausläufern des Lipper Berglandes gerechnet werden.
Das Wiesental ist touristisch nur von lokaler Bedeutung. Es ist aber für Anwohner eine schnell zu erreichende und in gewisser Weise auch ausgedehnte Waldfläche. Darüber hinaus ist es auch „empfohlenes Wandergebiet“ des dort befindlichen Herzzentrums für die Patienten. So ist es u. a. Teil des Wanderweges um das Dichterviertel Bad Oeynhausen. Beiderseits des Bachlaufes verlaufende und durch kleine Brücken verbundene Wanderwege laden zu Spaziergängen und zum Joggen ein. Wohnlagen, die an den Wald des Wiesentals angrenzen, gehören zu den bevorzugten Lagen in Bad Oeynhausen, wie z. B. das Dichterviertel. Der Bach ist naturnah gestaltet.
Unmittelbar westlich des Tales liegen sowohl das Krankenhaus Bad Oeynhausen als auch das Herz- und Diabeteszentrum NRW. Das Wiesental mit seiner Baumkulisse verleiht (zusammen mit dem nahen Siekertal) diesen Zentren trotz deren zentralstädtischer Lage einen idyllischen, naturnahen Gesamteindruck.
Das Wiesental wird gelegentlich in zwei Bereiche eingeteiltː in den Bereich nördlich der Georgstraße auf der Katasterflur Bad Oeynhausen und den höher gelegenen Bereich südlich genannter Straße auf der Flur Lohe (wobei genaugenommen die Flurgrenze zwischen Bad Oeynhausen und Lohe rund 100 Meter südlich der Georgstraße liegt).

## Der Hambkebach
Der Hambkebach selbst schuf durch seine erodierende Wirkung das Tal, was seinerseits dessen Lauf bestimmt. Der Bach fließt am nördlichen Ende des eigentlichen Wiesentals weiter, wendet seinen Lauf Richtung Nordosten, tangiert am Westrand die parkähnliche Oeynhauser Schweiz, fließt dann noch oberirdisch zwischen Bismarck- und Portastraße durch Siedlungsflächen, sodann ab der Dr.-Neuhäußer-Straße unterirdisch und mündet endlich in die Werre.

## Landschaftsschutzː geschützter Landschaftsbestandteil LB4
Im Rahmen des Landschaftsschutzes wird das Wiesental als Hambkebachtal Landschaftsbestandteil LB4 geführt, es ist aber nicht selbst, auch nicht anteilig, ein Landschaftsschutzgebiet oder Teil desselben.
Schutzgegenstand sind der gesamte Gehölzbestand im Hambkebachtal und der Hambkebach selbst (innerhalb des Festsetzungsgebietes). Der Schutzzweck erfolgte auf Grundlage des § 23 LG, insbesondere zur Erhaltung des Landschaftsbild prägenden Gehölzbestandes sowohl des Tales als auch des Baches als wichtiges Element für die Gliederung und Belebung des Ortsbildes und zur Erhaltung des den städtischen Bereich mit dem südlich angrenzenden Oeynhauser Hügelland verbindenden Grünzuges.
Zu diesem Zwecke wurden einige Verbote festgesetztː so sind das Errichten von „baulichen Anlagen“, das Errichten von Leitungen aller Art, Zäunen und anderen Einfriedungen verboten. Auch das Aufstellen von Werbeanlagen, Schildern und Beschriftungen ist untersagt, sofern sie nicht ausschließlich auf den Schutzstatus hinweisen oder als Ortshinweise oder Warntafeln dienen. Auch das Zelten, Aufstellen von Verkaufsbuden usw. ist nicht gestattet.  Hingegen bleibt die Ausübung der forstlichen Nutzung sowie das Jagdrecht in dem Gebiet unberührt.
Der südlicheste und dort recht schmale Zipfel des Waldes im Zuge der Bäderweges ist zwar Teil des geschlossenen Waldgürtels, wird aber formal nicht mehr zum Landschaftsbestandteil LB4 gerechnet.

## Umgestaltung des Hambkebaches
Ab 2005 wurde der Bachlauf und das Tal in weiten Bereichen zum Zwecke des Gewässer-, Natur- und Hochwasserschutzes umgestaltet. Der Maßnahme lag u. a. die Erkenntnis zugrunde, dass bereits nach kurzen, ergiebigen Niederschlägen im Gewässersystem des Hambkebaches eine außerordentlich steile Hochwasserwelle talwärts in Richtung Werre floss. Der Grund dafür war und ist der sehr hohe Versiegelungsgrad im Einzugsgebiet, der Bach und das Tal liegen ja innerhalb der zentralstädtischen Bebauung, in Verbindung mit einem starken Längsgefälle des Baches.  Neben der erhöhten Hochwassergefahr für die zumeist in den Unterläufen liegenden Stadtgebiete führten die regelmäßig auftretenden erhöhten Abflussmengen zu einer zunehmenden Erosion der Uferbereiche und auch der Bachsole.
Im Unterlauf war der Hambkebach zu einem Ententeich aufgestaut. Die dort lebenden Enten wurden regelmäßig durch Besucher übermäßig gefüttert. Dadurch gelangten neben dem ohnehin schon stark verlandeten Parkteich zusätzliche Nährstoffe in das Wasser.
Daher wurde der Teich in ein Überlaufbecken umgestaltet und der Bach bekam ein neues, in Beton gefasstes, aber mäanderndes Bett, an dessen Sole sich dann Substrat ablagern kann.

## Wohnlagen
Der Bereich um das Wiesental gehört zu den eher privilegierten Wohnlagen der Stad Bad Oeynhausen. Der Bodenrichtwert östlich liegt (Stand 2021) bei 180 und westlich bei 210. Grundstücke direkt am Waldrand sind davon die Toplagen.
Der Hambkebach ist Namensgeber für den Bad Oeynhausener Bebauungsplan 5  „Am Hambkebach“ der eine Fläche von 130.300 m² umfasst und im Westen durch das Hambkebachtal, dieses mit einschließend, begrenzt wird.